# Saison 2018-2019 du Nîmes Olympique
Maillots
Dernière mise à jour : 9 décembre 2018.
Chronologie
Saison précédente Saison suivante
La saison 2018-2019 du Nîmes Olympique est la trente-quatrième saison de l'histoire du club gardois en championnat de France de première division et la première saison à ce niveau depuis vingt-cinq ans.
L'équipe est dirigée pour la quatrième saison consécutive par Bernard Blaquart qui occupe le poste d'entraîneur depuis novembre 2015.
Cette nouvelle saison fait suite à une saison exceptionnelle qui a vu le club gardois obtenir la montée en première division après avoir terminé à la 2e place  de Ligue 2 lors de l'exercice précédent.
Les Crocos participent également durant la saison aux deux coupes nationales que sont la Coupe de France et la Coupe de la ligue.

## Avant saison

### Objectif du club
Lors de la reprise de son groupe pour la saison 2018-2019, Bernard Blaquart déclare que la saison à venir va être radicalement différente pour le retour du Nîmes Olympique dans l'élite Française pour la première fois depuis vingt-cinq ans. Le technicien évoque son ambition de faire honneur à la Ligue 1 et d'essayer de montrer que le Nîmes Olympique mérite sa place. 

« On se prépare à une saison très difficile, on n’aura pas les mêmes résultats que l’année passée, et on le sait. Il faut s’y préparer. On sera sûrement dans les favoris pour la descente, on doit se préparer à lutter. On va débuter ce championnat avec beaucoup d’humilité, de gourmandise. Le plus compliqué sera de garder la dynamique qu’on avait. Le noyau dur du groupe a beaucoup de fraîcheur, de dynamisme. »

— Bernard Blaquart

### Transferts
La période des transferts démarre pour le Nîmes Olympique par les fin de contrat des deux défenseurs, Liassine Cadamuro-Bentaïba et Fabien Garcia ainsi que par les retour dans leurs clubs respectif d'Olivier Boscagli à l'OGC Nice et de Romain Del Castillo à l'Olympique lyonnais, après une saison prêtée au club gardois.
La première recrue de la saison est le défenseur ivoirien Hervé Lybohy qui était en fin de contrat au Paris FC, suivi de la signature de Florian Miguel, le défenseur du Tours FC qui été également en fin de contrat. Quelques jours plus tard, les dirigeants annoncent la prolongation de quatre 
joueurs de l'effectif ainsi que la signature des premiers contrats professionnels de Abdel Malik Hsissane et Samir Ben Amar. Le 27 juin, le club officialise avec l'Angers SCO, le prêt avec option d'achat de Baptiste Guillaume avant d'annoncer la signature de Loïck Landre en fin de contrat avec le Genoa CFC. Le 6 juillet, les dirigeants annoncent l'arrivée au club en prêt sans option d'achat du jeune gardien de but, Paul Bernardoni,en provenance des Girondins de Bordeaux, puis cinq jours plus tard la signature de Mustapha Elhadji Diallo, le milieu sénégalais en fin de contrat de l'EA Guingamp. Le 17 juillet, les crocos embauchent une nouvelle recrue en la personne de Denis Bouanga, international gabonais, qui arrivent du FC Lorient pour la somme de 3 millions d'euros. Enfin, alors que le mercato touche à sa fin, les dirigeants annonce l'arrivée de Faitout Maouassa, prêté par le Stade rennais pour une saison.
Le 22 novembre 2018, les dirigeants profitent de la trêve internationale pour faire arriver en prêt l’international espoirs de l'Olympique lyonnais, Jordan Ferri, en manque de temps de jeu dans son club formateur.

### Préparation d'avant-saison
Le club gardois disputera six matchs amicaux durant sa préparation, contre l'AS Béziers, le RC Lens, le GFC Ajaccio, le Toulouse FC, la sélection de l'UNFP et l'EA Guingamp.
Les nîmois entament leur série de matchs amicaux par une bonne prestation face à l'AS Béziers en s'imposant un but à zéro grâce à un coup franc de Téji Savanier, puis en tenant en échec le RC Lens sur le score de trois buts partout, avant d’enchaîner par des victoires probante face au GFC Ajaccio (3-1) et au Toulouse FC (4-3).

## Compétitions

### Championnat
La saison 2018-2019 de Ligue 1 est la quatre-vingt-unième édition du championnat de France de football et la dix-septième sous l'appellation « Ligue 1 ». La division oppose vingt clubs en une série de trente-huit rencontres. Les meilleurs de ce championnat se qualifient pour les coupes d'Europe que sont la Ligue des champions (le podium) et la Ligue Europa (le quatrième et les vainqueurs des coupes nationales). Le Nîmes Olympique participe à cette compétition pour la trente-quatrième fois de son histoire et la première depuis vingt-cinq ans.

#### Des débuts encourageants - Journées 1 à 5
Pour les cinq premières journées de championnat, les crocos débutent par une déplacement sur la pelouse de l'Angers SCO, avant une périlleuse réception de l'Olympique de Marseille, suivi d'un déplacement chez le Toulouse FC. Les nîmois enchaînent ensuite avec la réception du champion en titre, le Paris Saint-Germain lors de la quatrième journée et un déplacement sur la pelouse des Girondins de Bordeaux.
Pour le premier match dans l'élite du club depuis 25 ans, les nîmois ont assuré le spectacle, mené trois buts à un à la 55e minute malgré l'ouverture du score de Sada Thioub, ils vont renversé l'Angers SCO à la dernière minute et ce malgré l'expulsion de Florian Miguel, s'imposant quatre buts à trois devant les quelques supporteurs ayant fait le déplacement. Mais les hommes de Bernard Blaquart ne se contentent pas de cet exploit en ce début de championnat, puisque pour le retour de la Ligue 1 au stade des costières, ils s'imposent trois buts à un face à l'Olympique de Marseille, avant de s'incliner sur le score de un but à zéro sur la pelouse du Toulouse FC. Lors de la quatrième journée, les Crocos accueillent le Paris Saint-Germain et font encore vibrer le stade des Costières puisque après avoir été mené deux buts à zéro à la mi-temps, ils reviennent à la hauteur des champions de France grâce à Antonin Bobichon et à un pénalty de Téji Savanier. Malheureusement, les stars parisiennes n'en reste pas là est inscrivent deux nouveaux but dans les vingt dernières minutes. Lors de la cinquième journée, les nîmois assurent le spectacle sur la pelouse des Girondins de Bordeaux en tenant ses derniers en échec, trois buts partout, avec notamment l'ouverture du compteur de Umut Bozok, meilleur buteur la saison passée.

#### Journées 6 à 14: le dur apprentissage de la Ligue 1
Lors de la sixième journée, les nîmois réalisent une fois encore une belle performance face à un des cadors du championnat en obtenant le point du match nul un but partout sur la pelouse de l'AS Monaco, grâce à un but d'Anthony Briançon. Quatre jours plus tard, ils sont néanmoins tenu en échec aux Costières sur un score nul et vierge par la lanterne rouge du championnat, l'EA Guingamp, avant de sombrer lors du derby languedocien face au Montpellier HSC sur le score de trois buts à zéro. Les crocos esquissent un début de réaction après ce cinglant revers, en dominant le Stade de Reims, mais sans parvenir à battre Édouard Mendy qui conserve ses cages vierges et permet à son club d'arracher un point sur la pelouse nîmoise. Lors de la journée suivante, les hommes de Bernard Blaquart s'inclinent une nouvelle fois sur la pelouse de l'Olympique lyonnais sur le score de deux buts à zéro, avant de tenir en échec au stade des Costières, l'AS Saint-Étienne, sur le score d'un but partout. Lors de la 12e journée, les crocos réalisent une prestation de haute volée en allant s'imposer quatre buts à zéro sur la pelouse du Dijon FCO, grâce notamment à Denis Bouanga, le nouveau meilleur buteur du club, mais réalisent une contre-performance dès la journée suivante en s'inclinant à domicile un but à zéro face à l'OGC Nice dans un match houleux qui a vu l'expulsion de deux joueurs gardois. Lors de la 14e journée, les gardois réalisent une bonne opération en allant s'imposer un but à zéro sur la pelouse du RC Strasbourg.

#### Journées 15 à 19
Les nîmois démarrent le dernier mois de l'année de la meilleure des manières en s'imposant trois buts à zéro sur leur pelouse face au Amiens SC, complètement dépassé, avant d'aller chercher une belle victoire sur la pelouse du SM Caen un but à zéro, puis de voir le choc face au FC Nantes, reporté à cause des manifestations de Gilets Jaunes.

### Coupe de France
La coupe de France 2018-2019 est la 102e édition de la coupe de France, une compétition à élimination directe mettant aux prises les clubs de football amateurs et professionnels à travers la France métropolitaine et les DOM-TOM. Elle est organisée par la FFF et ses ligues régionales.

### Coupe de la Ligue
La Coupe de la Ligue 2018-2019 est la 25e édition de la Coupe de la Ligue, compétition à élimination directe organisée par la Ligue de football professionnel (LFP) depuis 1994, qui rassemble uniquement les clubs professionnels de Ligue 1, Ligue 2 et National. Depuis 2009, la LFP a instauré un nouveau format de coupe plus avantageux pour les équipes qualifiées pour une coupe d'Europe.
Le tirage au sort des seizièmes de finale de cette compétition propose au gardois l'équipe de l'AS St-Étienne. Après que le match, prévu fin octobre, ait été reporté pour cause d'intempéries, les crocos accueillent le verts fin novembre au stade des Costières et s'imposent quatre tirs au but à deux, après avoir été mené au score et avoir égalisé par Denis Bouanga dans les derniers instant du match.

### Matchs officiels de la saison
Le tableau ci-dessous retrace les rencontres officielles jouées par le Nîmes Olympique durant la saison. Les buteurs sont accompagnés d'une indication sur la minute de jeu où est marqué le but et, pour certaines réalisations, sur sa nature (penalty ou contre son camp).
| Compétition       | Débute au tour  | Place ou tour final | Matches joués | Gagnés | Nuls | Perdus | Buts pour | Buts contre | Différence |
| Ligue 1           | -               | -                   | 21            | 8      | 5    | 8      | 30        | 30          | 0          |
| Coupe de France   | 1/32e de finale | 1/32e de finale     | 1             | 0      | 0    | 1      | 0         | 3           | -3         |
| Coupe de la ligue | 1/16e de finale | 1/8e de finale      | 2             | 0      | 1    | 1      | 2         | 3           | -1         |
| Total             | -               | -                   | 24            | 8      | 6    | 10     | 32        | 36          | -4         |

## Joueurs et encadrement technique

### Encadrement technique
L'équipe est entraînée par Bernard Blaquart, entraîneur de 59 ans en poste depuis novembre 2015. Il débute en 1984 sa carrière d'entraîneur au GC Lunel, club avec lequel il réussit deux montées, puis dirige successivement l'Entente Nord Lozère, l'EDS Montluçon, l'EP Vergèze avant de revenir à Lunel en 1998, qu'il quittera de nouveau en 2004. Il rejoint le Grenoble Foot 38 la même année en tant qu'entraîneur de l'équipe réserve et directeur du centre de formation. Après avoir quitté son poste en 2008, il retrouve des fonctions similaires en 2012 avec le Tours FC. Il devient entraîneur de l'équipe professionnelle la saison suivante et réussit à maintenir le club en Ligue 2. Cependant, il quitte le club à l'été 2013 pour être de nouveau directeur d'un centre de formation, celui du Nîmes Olympique. À l'instar de ses deux précédentes expériences, il entraîne dans un premier temps l'équipe réserve (et durant deux saisons, l'équipe U17) avant de devenir celui de l'équipe première.
L'entraîneur des gardiens est Sébastien Gimenez, présent dans le staff des Crocodiles depuis 2010. Après avoir effectué une carrière amateur débutée en 1997 au Castelnau-le-Crès FC, il dispute sa seule et unique rencontre professionnelle avec le FC Sète en 2006. Il s'engage la même année avec le Nîmes Olympique, évoluant alors en National. Il y effectue les deux dernières années de sa carrière en disputant 38 rencontres et fait partie de l'effectif des Crocodiles remontant en Ligue 2 en 2008.

### Effectif professionnel actuel
Dans l'effectif professionnel de la saison 2018-2019, six joueurs sont issus du centre de formation du club.
En grisé, les sélections de joueurs internationaux chez les jeunes mais n'ayant jamais été appelés aux échelons supérieur une fois l'âge limite dépassé.

### Statistiques individuelles
| Joueur                  | Total |
| Téji Savanier           | 13    |
| Sada Thioub             | 5     |
| Renaud Ripart           | 4     |
| Umut Bozok              | 3     |
| Denis Bouanga           | 2     |
| Anthony Briançon        | 2     |
| Antonin Bobichon        | 2     |
| Baptiste Guillaume      | 1     |
| Jordan Ferri            | 1     |
| Faitout Maouassa        | 1     |
| Florian Miguel          | 1     |
| Mustapha Elhadji Diallo | 1     |

| Joueur             | Total |
| Denis Bouanga      | 8     |
| Renaud Ripart      | 8     |
| Antonin Bobichon   | 7     |
| Téji Savanier      | 6     |
| Rachid Alioui      | 5     |
| Clément Depres     | 4     |
| Sada Thioub        | 3     |
| Loïck Landre       | 3     |
| Anthony Briançon   | 2     |
| Umut Bozok         | 2     |
| Baptiste Guillaume | 2     |
| Hervé Lybohy       | 2     |
| Sofiane Alakouch   | 1     |

## Aspects juridiques et économiques

### Structure juridique et organigramme
Le Nîmes Olympique se compose d'une association, titulaire du numéro d'affiliation de la FFF et d'une société. L'équipe professionnelle est gérée par la société anonyme sportive professionnelle (SASP) Nîmes Olympique au capital de 1 713 960 euros. La SASP est liée par le biais d'une convention à l'association loi de 1901 Nîmes Olympique Association, structure qui regroupe le centre de formation et les équipes amateurs du club.
Le Nîmes Olympique est dirigé par un conseil d'administration dont le président est Rani Assaf. L'organigramme s'établit comme suit :
| Direction | Administratif | Sportif |
| --- | --- | --- |
| Président : Rani Assaf Président de l'association : Yannick Liron Directeur du centre de formation : Christian Mattiello Coordinateur sportif : Laurent Boissier | Responsable communication : Jordan Isen Responsables sécurité : David Guichard Responsables billetterie : Samuel Rancan | Entraîneur : Bernard Blaquart Entraîneur adjoint : Jérôme Arpinon Entraîneur des gardiens : Sébastien Gimenez Préparateur physique : Richard Goyet |

## Affluence et télévision

### Affluence
Affluence du Nîmes Olympique à domicile

### Retransmission télévisée
Lors de la saison 2017-2018 de Ligue 1, comme lors de la saison précédente, la Ligue de football professionnel (LFP) a choisi de prendre exemple sur les championnats étrangers et d'étaler les matchs sur les trois jours du week-end et sur plusieurs tranches horaires. Ainsi la journée de championnat débutera le vendredi soir à 20 h 45, un match sera diffusé samedi à 17 h, puis quatre matchs à 20 h, enfin un match sera diffusé à 15 h le dimanche, puis un à 17 h et enfin un à 20 h 45.
Les droits télévisés seront versés par la LFP au Nîmes Olympique au terme de la saison. À une part fixe qui revient de droit à chaque club de l'élite, sera ajoutée une partie variable qui est calculée à partir des résultats sportifs et de la notoriété de l'équipe.

## Équipe réserve et équipes de jeunes

### Équipe réserve
L’équipe réserve du Nîmes Olympique sert de tremplin vers le groupe professionnel pour les jeunes du centre de formation ainsi que de recours pour les joueurs de retour de blessure ou en manque de temps de jeu. Elle a été promue en National 2 en fin de saison 2017-2018.
Pour la saison 2018-2019, elle évolue dans le Championnat de National 2, soit le quatrième niveau de la hiérarchie du football en France.
Avant la reprise du championnat, le coach Yannick Dumas déclare « cette saison les résultats seront secondaires. On doit installer un projet de travail et gagner en maturité. Dans les grandes lignes, on souhaite conserver notre identité de jeu ».  
| Rang | Équipe                       | Pts | J  | G | N | P | Bp | Bc | Diff |
| ---- | ---------------------------- | --- | -- | - | - | - | -- | -- | ---- |
| 3    | Moulins-Yzeure Foot          | 25  | 13 | 7 | 4 | 2 | 14 | 9  | +5   |
| 4    | Blois Foot P                 | 21  | 13 | 6 | 3 | 4 | 18 | 15 | +3   |
| 5    | Saint-Pryvé Saint-Hilaire FC | 19  | 13 | 5 | 4 | 4 | 11 | 10 | +1   |
| 6    | Nîmes Olympique rés. P       | 19  | 13 | 5 | 4 | 4 | 14 | 14 | 0    |
| 7    | FC Sète                      | 18  | 13 | 4 | 6 | 3 | 11 | 12 | -1   |
| 8    | Les Herbiers VF R            | 18  | 13 | 4 | 6 | 3 | 16 | 11 | +5   |
| 9    | ASF Andrézieux-Bouthéon      | 18  | 13 | 5 | 3 | 5 | 16 | 17 | -1   |

- R : Relégué de National.
- P : Promu de National 3.

Le tableau suivant liste les matchs de l'équipe réserve du Nîmes Olympique.

### Équipe de jeunes
Le Nîmes Olympique aligne plusieurs équipes de jeunes dans les championnats départementaux et régionaux. Parmi ces équipes de jeunes, l'équipe des mois de 19 ans participe à deux compétitions majeures, le championnat national des moins de 19 ans et la Coupe Gambardella 2018-2019. L'équipe des mois de 17 ans évolue également en championnat national.
| Rang | Équipe               | Pts | J  | G  | N | P | Bp | Bc | Diff |
| ---- | -------------------- | --- | -- | -- | - | - | -- | -- | ---- |
| 1    | Montpellier HSC      | 33  | 14 | 11 | 0 | 3 | 37 | 12 | +25  |
| 2    | AS Saint-Etienne     | 29  | 14 | 8  | 5 | 1 | 27 | 12 | +15  |
| 3    | Toulouse FC          | 27  | 13 | 8  | 3 | 2 | 28 | 14 | +14  |
| 4    | Nîmes Olympique      | 27  | 14 | 9  | 0 | 5 | 24 | 17 | +7   |
| 5    | OGC Nice             | 24  | 14 | 7  | 3 | 4 | 25 | 22 | +3   |
| 6    | AS Monaco            | 22  | 14 | 5  | 7 | 2 | 21 | 10 | +11  |
| 7    | Castelnau Le Crès FC | 22  | 14 | 7  | 1 | 6 | 35 | 22 | +13  |

| Rang | Équipe                 | Pts | J  | G | N | P | Bp | Bc | Diff |
| ---- | ---------------------- | --- | -- | - | - | - | -- | -- | ---- |
| 3    | Olympique de Marseille | 27  | 13 | 8 | 3 | 2 | 25 | 12 | +13  |
| 4    | AC Ajaccien            | 24  | 13 | 7 | 3 | 3 | 19 | 13 | +6   |
| 5    | Montpellier HSC        | 22  | 13 | 6 | 4 | 3 | 21 | 14 | +7   |
| 6    | Nîmes Olympique        | 21  | 13 | 6 | 3 | 4 | 17 | 17 | 0    |
| 7    | FC Istres              | 20  | 13 | 5 | 5 | 3 | 26 | 17 | +9   |
| 8    | Marignane Gignac FC P  | 19  | 13 | 6 | 1 | 6 | 20 | 22 | -2   |
| 9    | AS Lattoise            | 13  | 12 | 3 | 4 | 5 | 15 | 19 | -4   |